# Parque Comunal de Manglares ''Tierra de Sueños''
El Parque Añu (oficialmente  Parque Comunal de Manglares Tierra de Sueños ) es un parque Ecoturistico. Ubicado en el Municipio Maracaibo en Venezuela, es un esfuerzo mancomunado entre la Fundación Azul Ambientalistas y el Consejo Comunal de "Capitán Chico", en conjunto con el Centro de Educación Popular "Jesús Rosario Ortega", que ofrece a todos los interesados un recorrido interno, con el primer Sendero de Interpretación y el único destino ecoturístico de la ciudad de Maracaibo. 

## Historia
Tierra de sueños tiene mucho que contar pero la historia de este santuario natural se remonta a la época en la cual fue habitado por los indígenas Añú, quienes impregnaron con su cultura estas tierras, dejando un legado que se ha trasmitido de generación en generación. Hoy día una estirpe de cantores y poetas, en sus décimas y versos rinden honores a esa herencia.
También se cuenta que hace 190 años, una particular historia, en medio de la lucha por la independencia de Venezuela, dio nombre al lugar. En el glorioso escenario de la Batalla Naval del Lago, acontecida frente a las costas de este extenso bosque de manglar, el 24 de julio de 1823, un soldado malherido, proveniente de la derrotada escuadra realista logra alcanzar la orilla. Era el Segundo Capitán del Bergantín San Carlos, Miguel Ortega Morán y García.
Este militar español, a quien por su baja estatura llamaban Capitán Chico y que resultó gravemente herido en el combate, recibe los cuidados y atenciones de los indígenas asentados en la zona. Durante su convalecencia conoce a la india Aniin, de quien se enamora y la hace su esposa. Gracias a esa unión, el Capitán Miguel Ortega Morán y García decide integrarse a la comunidad indígena que le brindó cobijo.
Son muchos los relatos que hablan de cómo Capitán Chico ayudó a los Añú a mejorar sus técnicas de navegación y sus métodos para la pesca; también a defenderse de los piratas e invasores que frecuentaban la región. Los manglares que lo cautivaron cuentan su historia, la de aquel que se convirtió en su custodio y defensor.

## Instalaciones

### Puente Peatonal de Madera Reutilizada
En el Parque de Manglares “Tierra de Sueños”, al Noreste de la Ciudad, en la comunidad de Santa Rosa de Agua, fue construido el puente peatonal con madera reutilizada más largo del mundo, batiendo el récord de todos sus antecesores al tener una longitud de 260 metros, fue diseñado para atravesar un importante humedal de manglar rojo de dicho parque. 
En la construcción de esta obra, se utilizaron los conceptos de las “3R's” (Reducir, Reutilizar y Reciclar). Se reciclaron un aproximado de 400 estibas o pallet, que equivalen a dejar de cortar a 100 árboles de pino de 10 años de edad. De los 8 mil clavos usados en el puente cerca de un tercio fueron clavos reutilizados que ya venían en las maderas de desecho.
En general, fue hecho con maderas recicladas y realizado por un voluntariado de jóvenes ingenieros, llamados Foro Energético Humanista. Hoy los ambientalistas del mundo tienen un ejemplo a mostrar, el Puente de las 3R's, el Puente Rojo del Parque de Manglares “Tierra de Sueños”.
Esta construcción fue realizada por el Foro Energético Humanista, una agrupación de ingenieros y voluntarios que realizan labor social con sus conocimientos, y duraron alrededor de cuatro meses para la realización del mismo.

### Casa Árbol
La primera parada se realiza en Casa Árbol, conocida de esa manera por la forma que tienen las raíces del mangle.

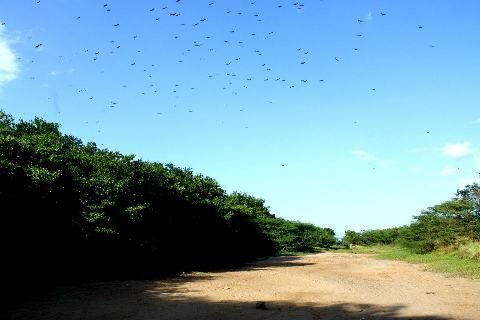
El "Emplanao", Tierra de Sueños

### El Emplanao
Es un sitio donde se puede avistar el vuelo de las aves que pasan por la zona.

### Paseo de las Cotizas
El nombre de Calle Cotizas surgió luego de que a muchas personas se les rompiese ese tipo de calzado al recorrer el parque. Desde entonces, cada cotiza que se daña es colgada entre las ramas.

### Playa Plástica
La comunidad de Capitán Chico del pueblo de Santa Rosa de Agua en la ciudad de Maracaibo, donde está ubicado  “Tierra de Sueños” , bautizó esas costas de su parque con el nombre de  “Playa Plástica” . Siendo este punto una de las paradas “estrellas” para quienes recorren su majestuoso sendero de interpretación. Los ecoguias explican, de la manera más pedagógica, el impacto de la contaminación por plástico producto de la impunidad de quienes a lo largo de los 19 municipios que comparten la cuenca del Lago de Maracaibo, soterradamente siguen usándolas, como basurero o relleno sanitario lacustre clandestino.
Playa Plástica, más allá de una ironía ante lo abrumador que significan los cientos de toneladas de polietileno y polipropileno que se depositan en las costas del bosque de manglar, hoy es la principal referencia que enarbolamos los ambientalistas del Zulia, para generar conciencia sobre el daño que es capaz de hacer el hombre a su entorno y al más grande reservorio de agua dulce de Latinoamérica.

### Ambientes especiales
Son 130 hectáreas de manglar y donde el turista podrá recorrer la zona a través de un puente de madera, que mide 260 metros y que permite el acceso al corazón del parque, atravesando el humedal.
El Parque de Manglares "Tierra de Sueños" cuenta con una brigada de seguridad, conformados por agentes del Cuerpo Bolivariano de Policía del Estado Zulia (CBPEZ), ECOguías constituido por miembros de la comunidad de Capitán Chico con preocupaciones ambientales, ecológicas y conservacionistas y posee la orientación de la Fundación Azul Ambientalistas.

## Datos de interés
Dirección: Avenida 03, Sector Capitán Chico, Santa Rosa de Agua. Acceso principal por la Avenida Milagro Norte. Por los momentos se encuentra cerrado al público en general.

## Galería
|                         |
| Área de los sube y baja |

|                      |
| paseo de las cotizas |

|            |
| Casa Árbol |

|                       |
| El Barco de los Niños |

|                         |
| El Vuelo de la Mariposa |

|            |
| El humedal |

|                  |
| Vista del parque |